# Whit Masterson
Whit Masterson ist das gemeinsame Pseudonym der US-amerikanischen Schriftsteller H. William Miller, genannt Bill Miller (* 11. Mai 1920 in Garrett, Indiana; † 21. August 1961 in San Diego, Kalifornien) und Robert Allison Wade, genannt Bob Wade (* 8. Juni 1920 in San Diego, Kalifornien; † 30. September 2012 in San Carlos, Kalifornien).

## Leben und Wirken
Miller und Wade lernten sich anlässlich ihres gemeinsamen Geigenunterrichts kennen und blieben zeit ihres Lebens befreundet. Nach dem gemeinsamen Schulbesuch waren sie zusammen auf dem College (San Diego State University). 1942 meldeten sie sich miteinander freiwillig zur Air Force. Nach der gemeinsamen Grundausbildung absolvierte Wade seinen Dienst in Europa und Miller war bis Kriegsende im Pazifikraum stationiert.
Nach Ende des Zweiten Weltkrieges konnten sie beide wieder nach Kalifornien zurückkehren und begannen dort an ihrem ersten Roman schreiben. Bereits im darauffolgenden Jahr konnten sie mit großem Erfolg ihren Debütroman Deadly Weapon veröffentlichen. Durch diesen Erfolg ermutigt, verfassten Miller und Wade bis zum Tod Millers im August 1961 zusammen ihre Romane. Neben Whit Masterson benutzten sie auch ihre beiden Familiennamen als Pseudonym (Wade Miller) und davon auch die Anagramme Will Daemer und Dale Wilmer.
Danach schrieb Wade weiter unter ihrem gemeinsamen Pseudonym Whit Masterson, verlegte sich aber dann immer mehr auf das Verfassen von Drehbüchern für Fernseh- und Kinofilme.

## Ehrungen
- 1988 Auszeichnung für das Lebenswerk der Private Eye Writes of America (PWA)
- 1998 Auszeichnung für das Lebenswerk der San Diego Public Library
- 2004 Ellen Nehr Award der American Crime Writers League

## Werke

### AlsWhit Masterson
Erzählungen
- Suddenly, it’s midnight. In: Ellery Queen’s Mystery Magazine, 1958. ISSN 0013-6328
- The women in his life. Ellery Queen’s 13th choice. A selection of new stories. 1958.
- Invitation to an accident. In: Ellery Queen’s Mystery Magazine. 1955.
- The memorial tour. In: Ellery Queen (Hrsg.): 15th Annual. Random House, New York 1960.
- Midnight Caller. In: Manhunt. 1958.
- A bad time of the day. In: Ellery Queen’s Award/11th serie. Simon & Schuster, New York 1956.
- The morning after. In: The Playboy Book of Crime and Suspense. HMH Publ., Chicago 1966.
- We were picked as the odd ones. In: Edward Gorman (Hrsg.): American Pulp. Carroll & Graf, New York 1997, ISBN 0-7867-0461-6.

Romane
- Dead, she was beautiful. New York 1955.
  - deutsch: Tod im Swimming-Pool. Heyne, München 1966.
- Badge of evil. New York 1956.[1]
  - deutsch: Unfehlbarkeit kann tödlich sein. Rowohlt, Reinbek 1978, ISBN 3-499-42452-5.
- A shadow in the wild. New York 1957.
  - deutsch: Jagd auf Janie. Ullstein, Frankfurt am Main 1964.
- The dark fantastic. New York 1957.
  - deutsch: Wettlauf mit dem schwarzen Tod. Pabel, Rastatt 1978 (EA Frankfurt am Main 1963)
- Evil come, evil go. New York 1961.
  - deutsch: Kennwort Kanarienvogel. Ullstein, Frankfurt am Main 1963.
- 711 - Officer needs help. New York 1965.[2]
  - deutsch: Der Killer Cop. Heyne, München 1966.
- Play like your're dead. New York 1967.
  - deutsch: Mein Mann ist irr und lässt mich grüssen. Rowohlt, Reinbek 1971, ISBN 3-499-42176-3.
- The last one kills. New York 1969.
  - deutsch: Die Zeugin soll sterben. Rowohlt, Reinbek 1972, ISBN 3-499-42236-0.
- The great train hijack. New York 1976. (früherer Titel The gravy train).
  - deutsch: Ein Sarg für Colonel Heaston. Rowohlt, Reinbek 1973, ISBN 3-499-42290-5.
- Why she cries, I don’t know. New York 1972.
  - deutsch: Bomben fürs Establishment. Rowohlt, Reinbek 1975, ISBN 3-499-42333-2.
- The undertaker wind. New York 1973.
  - deutsch: Notwehr. Rowohlt, Reinbek 1975, ISBN 3-499-42351-0.
- The man with two clocks. New York 1974.
  - deutscH: Die Zeit, die es nicht gab. Rowohlt, Reinbek 1976, ISBN 3-499-42400-2.
- Hunter of the blood. New York 1977.
  - deutsch: Eine Bombe urbi et orbi. Rowohlt, Reinbek 1978, ISBN 3-499-42468-1.
- The slow gallows. New York 1979.
  - deutsch: Nicht mehr auf der Fahndungsliste. Rowohlt, Reinbek 1981, ISBN 3-499-42564-5.

### AlsWade Miller
Max Thursday Zyklus
- Guilty bystander. New York 1947.
  - deutsch: Wer sich in Gefahr begibt. Ullstein, Frankfurt am Main 1965.
- Fatal step. New York 1948.
  - deutsch: Mord unterm Karussell. Ullstein, Frankfurt am Main 1961.
- Uneasy street. New York 1948.
  - deutsch: Blondinen im Halbdunkel. Ullstein, Frankfurt am Main 1964.
- Calamity fair. New York 1950.
  - deutsch: Geschäft mit der Angst. Ullstein, Frankfurt am Main 1962.
- Murder Charge. New York 1950.
  - deutsch: Party auf dem Pulverfass. Ullstein, Frankfurt am Main 11963.[3]
- Shoot to kill. New York 1951.
  - deutsch: Jagd auf den Würger. Ullstein Frankfurt am Main 1961.

Einzelne Romane
- The Killer. New York 1951.
  - deutsch: Menschenjagd (= Panther-Buch. 2). Lehning Verlag, Hannover 1954, DNB 364400331.
- The Tiger’s Wife. New York 1951.
  - deutsch: Die Frau des Tigers (= Adventure-Taschenbuch. 9). Lehning Verlag, Hannover 1957, DNB 455331553.
- Kiss her goodbye. New York 1956.
  - deutsch: Gefährliche Umarmung. Scherz, München 1988, ISBN 3-502-51151-9 (früherer Titel Todesursache Liebe)
- Kitten with a whip. New York 1959.
  - deutsch: Das sanfte Biest. Scherz, München 1986, ISBN 3-502-51055-5.
- Sinner take all. New York 1960.
  - deutsch: Falle mit Goldrand. Scherz, München 1987, ISBN 3-502-51125-X (früherer Titel Tiefschlag).
- Nightmare cruise. New York 1961.[4]
  - deutsch: Die unheimliche Reise (= Die Mitternachtsbücher. 163). Desch, München 1963.

### AlsDale Wilmer
- Memo for murder. New York 1951.
  - deutsch: Allein mit der Angst. Ullstein, Frankfurt am Main 1968, DNB 458559946.
- Dead fall. New York 1954.
  - deutsch: Der Mörder mit der Glatze. Ullstein, Frankfurt am Main 1965.

### AlsWill Daemer
- The case of the lonely lovers. New York 1951.

## Verfilmungen
- Frank Tuttle (Regie): Schrei in der Nacht. 1956 (nach dem Roman All through the night)
- Orson Welles (Regie): Im Zeichen des Bösen. 1958 (nach dem Roman Badge of evil)
- Buzz Kulik (Regie): Kennwort Canary. 1963 (nach dem Roman The yellow canary)
- Buzz Kulik (Regie): Der Todesschuss. 1967 (frei nach dem Roman 711 - officer needs help)
- Douglas Heyes (Regie): The bold ones. 1969 (nach dem Roman The game of chance).
- John Llewellyn Moxey (Regie): Ein tödlicher Fehler. 1971.